# نصب الجندي المجهول (الإسكندرية)
النصب التذكاري للجندي البحري المجهول يقع في منطقة المنشية بالإسكندرية. بنته الجالية الإيطالية بالإسكندرية عام 1933م لتكريم الخديوي إسماعيل وصنعت له تمثالا يتوسط أعلى النُصُب، ثم حُوِّل إلى نُصُب الجندي المجهول عام 1965م ورُفع تمثال الخديوي إسماعيل عن النُصُب.
صُمِّمَ النصب على تصميم مشابه للنصب التذكاري لفيكتور عمانويل الثاني، الكائن بميدان فينيسيا بالعاصمة الإيطالية روما.

## التاريخ
تم بنائه بواسطة الجالية الإيطالية كتذكار لتكريم الخديوي إسماعيل وفيما بعد أصدر الرئيس جمال عبد الناصر قرارًا جمهوريًا عام 1964 يقضى بتحويل هذا المكان إلى نصب تذكاري للجندي البحري المجهول وتسليمه إلى قيادة القوات البحرية خلال قيادة الفريق أول سليمان عزت للقوات البحرية . وتم نقل تمثال الخديوي إسماعيل إلى متحف الفنون الجميلة بمحرم بك.
تصدّر تمثال الخديوي إسماعيل واجهة ميدان المنشية منذ عام 1933م.

## الموقع
يتمتع النصب التذكاري بخاصية إشرافه على البحر المتوسط الذي شهد أمجاد، وبطولات القوات البحرية المصرية عبر التاريخ وتخليدًا لذكرى شهدائها.

## تصميم النُصُب
جاء تصميم النصب علي غرار النصب التذكاري لفيتوريو إمانويلي الثاني في ميدان فينيسيا بالعاصمة الإيطالية روما ويعتبر نموذجا مصغرا منه.

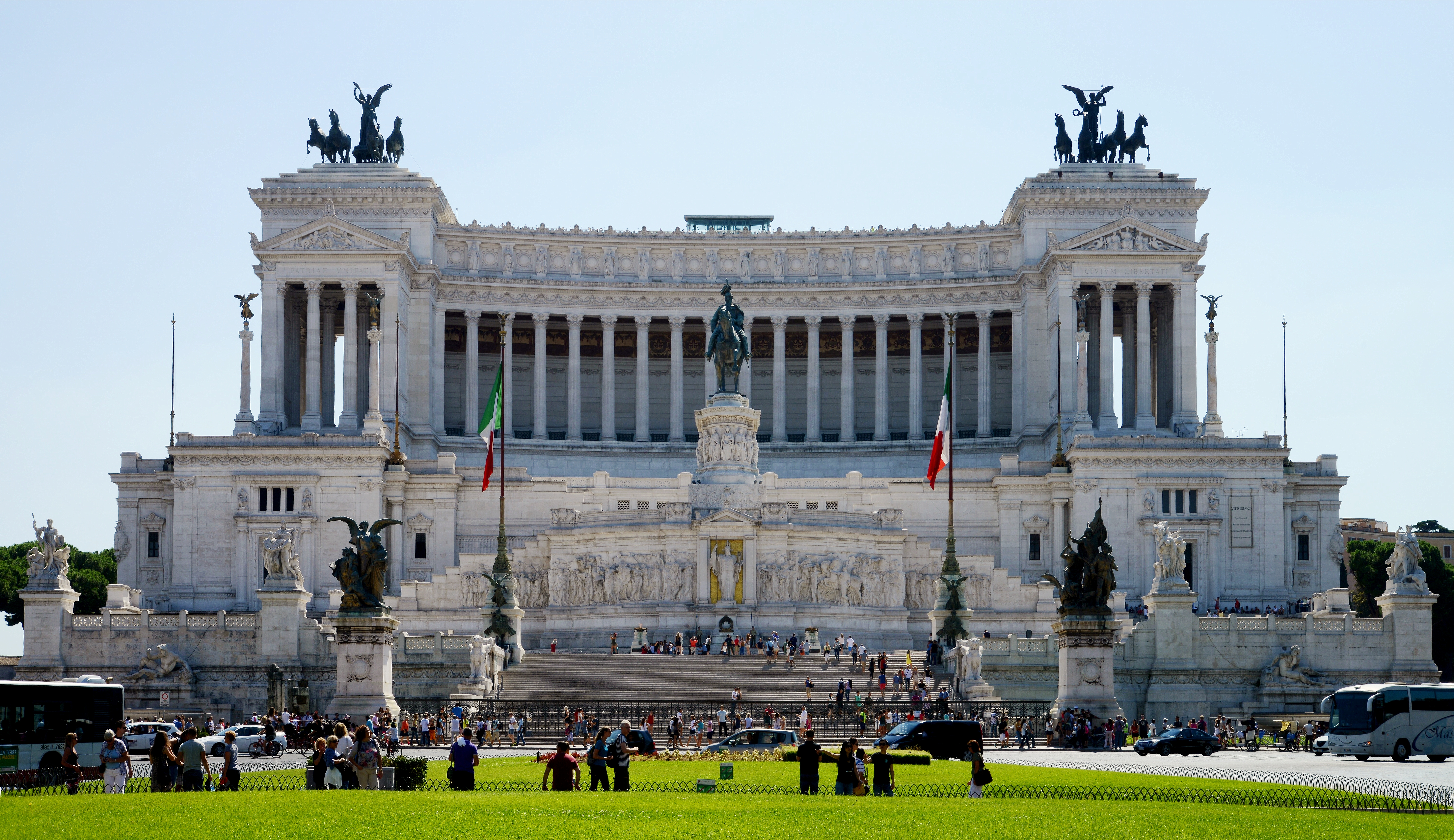
النصب التذكاري لفيكتور عمانويل الثاني بميدان فينيسيا بالعاصمة الإيطالية روما، الذي أُخذ تصميمه لعمل نصب الجندي البحري المجهول بالإسكندرية.

- قاعدته الرخامية يعلوها مجموعة من الأعمدة الرخامية الدائرية والمنقوشة علي شكل نصف دائرة تحيط بقبر الجندى المجهول.
- تعلو الأعمدة تيجان وتعلو التيجان كمرة نصف دائرية تربط بينها بها نقوش وزخارف وكرانيش بارزة.
- توجد بمنتصف نصف الدائرة تركيبة رخامية يُحيط بها 4 أعمدة، وتعلوها كتلة رخامية مكعبة الشكل بها نقوش وزخارف وبمنتصف ارتفاعها كورنيشة بارزة بها نقوش وزخارف.
- كان تمثال الخديوي إسماعيل يتوسط هذا النصب التذكارى قبل إزالته عام 1964م.[5]

## عيد القوات البحرية
تحتفل القوات البحرية سنوياً في يوم 21 أكتوبر من كل عام بذكرى تدمير القوات البحرية المصرية للمدمرة الإسرائيلية إيلات أمام شاطئ بورسعيد عام 1967م.

## وصلات خارجية
- النصب التذكاري للجندي البحري المجهول.